# Euplecte à épaules blanches
Euplectes albonotatus
Espèce
Statut de conservation UICN

 LC  : Préoccupation mineure
L'Euplecte à épaules blanches (Euplectes albonotatus) est une espèce de passereaux de la famille des Ploceidae.

## Répartition
Cet oiseau vit en Afrique du Sud, Angola, Australie, Botswana, Burundi, République centrafricaine, République du Congo, République démocratique du Congo, Éthiopie, Gabon, Kenya, Malawi, Mozambique, Namibie, Ouganda, Rwanda, Sao Tomé-et-Principe, Soudan, Swaziland, Tanzanie, Zambie et Zimbabwe.

## Description

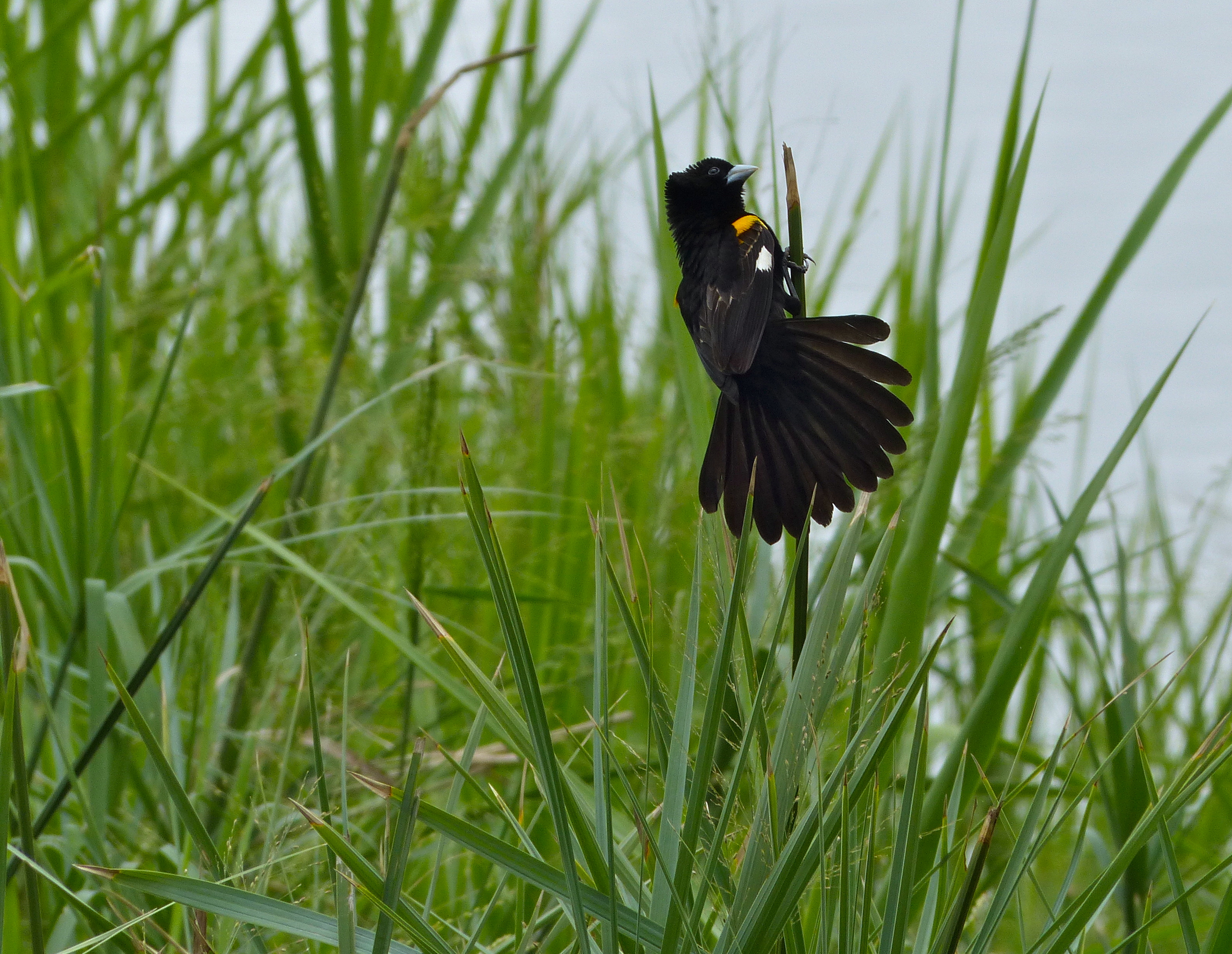
Euplecte à épaules blanches (Parc national Kruger, Afrique du Sud)

Euplectes albonotatus mesure environ 17 cm de la pointe du bec à l'extrémité de la queue.
Les épaules sont jaunes. Les rémiges primaires sont blanches à leur base et sur environ un tiers de leur longueur. Les tectrices primaires sont également marquées de blanc, ce qui, avec la partie des régimes primaires de la même couleur, forme une tache blanche visible sur l'aile. Le reste du plumage est noir brillant. Le bec est bleu clair à blanc nacré sur les bords.

## Publication originale
- Cassin, 1848 : Descriptions of new species of Birds of the genera Vidua, Briss.; Euplectus, Sw.; Pyrenestes, Sw.; and Pitylus, Cuv.; specimens of which are in the collection of the Academy of Natural Sciences of Philadelphia. Proceedings of the Academy of Natural Sciences of Philadelphia, Vol 4, p. 65-68 (Vidua albonotata p. 65). (Texte intégral)